# كأس الخليج للأندية 2014
كأس الخليج للأندية 2014 هو الموسم 29 من كأس الخليج للأندية. أشرف على تنظيمه الاتحاد الآسيوي لكرة القدم، وكان عدد الأندية المشاركة فيه 12، وفاز فيه النصر الإماراتي.